# Sentang (Tanjung Tiram)
Sentang is een bestuurslaag in het regentschap Batu Bara van de provincie Noord-Sumatra, Indonesië. Sentang telt 1541 inwoners (volkstelling 2010).